# Ship Simulator 2006
Ship Simulator 2006 — игра-симулятор гражданских кораблей от нидерландской компании VSTEP.
Игра представляет собой набор миссий на нескольких локациях.

## Корабли в игре
На выбор предлагается 9 кораблей:
- R.M.S Titanic (Титаник)
- Container vessel (Контейнеровоз)
- Yacht (Яхта)
- Small Container ship (Маленький контейнеровоз)
- Inland Cargo ship (Речной сухогруз)
- Harbour Patrol ship (Патрульный катер)
- Tug boat (Буксир)
- Power boat (Скоростной катер)
- Taxi boat (Речной трамвай)

## Локации
В игре присутствуют три локации:
- Rotterdam Harbor (Порт г. Роттердама)
- Hamburg Harbor (Порт г. Гамбурга)
- tropical paradise islands of Phi Phi, Thailand (Райские тропические острова Фи-Фи, Таиланд)

## Дополнения и другие версии
Ship Simulator 2006 Professional
Добавляет возможность подключения навигационного и другого оборудования — для создания тренажёров.
Дополнение Ship Simulator 2006
Добавляет в игру 6 новых судов:
- Cruise Liner (Круизный лайнер) Ocean Star
- Multi-purpose Cargo Vessel (Грузовое судно)
- Fishing Vessel (Рыболовное судно)
- Russian Tugboat (Буксир)
- Classic Yacht (Катер)
- Speed Yacht (Скоростной катер)

## Отзывы
| Сводный рейтинг | Сводный рейтинг |
| Агрегатор       | Оценка          |
| --------------- | --------------- |
| GameRankings    | 59,10 %         |

## Новые игры в серии
В  2007 году вышло продолжение Ship Simulator 2008.